# HD 154431
HD 154431，又名BD+34 2890，SAO 65766、HR 6351，是一颗恒星，视星等为6.04，位于銀經57.73，銀緯36.21，其B1900.0坐标为赤經17h 0m 16.8s，赤緯+34° 36.21′ 46″。